# 杉木優斗
杉木 優斗（すぎき ゆうと、2001年11月17日 - ）は、北海道出身のプロ野球選手（内野手）。右投右打。茨城アストロプラネッツ所属。

## 来歴

### プロ入り前
中学生時代は、ポニーリーグチーム「北斗ベースボールクラブ」に所属。在籍中のときに全国3位となる。北海道科学大学高等学校進学後は主将を務める。札幌大学では4年生の時に札幌学生野球連盟ベストナインを受賞する。2023年10月5日、プロ志望届を提出した。

### 四国IL・高知時代
2023年11月13日、四国アイランドリーグplusの高知ファイティングドッグスへ特別合格選手として入団することが発表された。
2024年は「株式会社Starting over」「ケアプランセンター港」「Michiharu Rokuya」が個人スポンサーとして登録されていた。

### BCリーグ・茨城時代
2024年11月7日、ルートインBCリーグの茨城アストロプラネッツへ特別合格選手として入団することが発表された。

## 詳細情報

### 背番号
- 1 （2024年）
- 51 （2025年 - ）